# Фридрикевичі
Фридрикевичі — український шляхетсько-старшинський рід XVII—XVIII ст., що деякий час був пов'язаний з Правобережною, а потім Лівобережною Україною. Родинними зв'язками були пов'язані з родами Громик, Томар, Чарнишів, Мазеп, Полуботків, Войцеховичів та Грембецьких.

## Історія
Засновником був шляхтич Самуїл, родина якого достеменно невідома. Оскільки був сином Фридерика, отримав козацьке прізвище Фридрикевич. Сприяв кар'єрі Самійла Фридрикевича шлюб з представницею впливового козацького роду Половців. Був білоцерківським полковником (1663—1664 роки), надалі стає генеральним осавулом в уряді правобережного гетьмана Степана Опари.
Посилення впливу Фридрикевичів сприяв шлюб удови Самійла з Іваном Мазепою, що у 1687 році став гетьманом Лівобережної України. Криштоф Фридрикевич очолював у 1699—1700 роках Седнівську сотню.
Після падіння Мазепи Фридрикевичі перейшли на бік російського імператора Петра I, зберігши тим самим свої володіння. Проте вже не отримували значних посад, їх діяльність була пов'язана з Чернігівським полком. Син Криштофа — Григорій — був бунчуковим товаришем, одруженим з представницею козацького роду Томарів. Його син Григорій Григорійович Фридрикевич (1724—1797) досяг чину надвірного радника і став останнім представником свого роду.